# Gustavo Ingrosso
Gustavo Ingrosso (Gallipoli, 2 maggio 1877 – Napoli, 10 marzo 1968) è stato un giurista e politico italiano.

## Biografia
Laureato in giurisprudenza e specializzatosi in diritto amministrativo, ne ottiene la libera docenza nel 1908 presso l'Università di Napoli.  
Legato politicamente a Francesco Saverio Nitti, partecipa con successo alle elezioni comunali di Napoli nel 1914, divenendo consigliere comunale. Riveste anche la carica di assessore dal 1914 al 1917 e quella di assessore delegato nel 1918. Nel 1921 pubblica un volume su I contratti dei Comuni.
Dal 1924 al 1926 ottiene la docenza di Contabilità di Stato e di Diritto Finanziario e Scienze delle finanze presso l'Università degli Studi di Napoli e l'anno successivo presso l'Università di Messina.
La pubblicazione del testo La crisi dello stato, nel 1925, in cui sottopone a dura critica il regime fascista, gli costerà l'allontanamento dal mondo universitario. Nello stesso anno firma il manifesto degli intellettuali antifascisti. Nel 1926 vince il concorso per la docenza di Diritto amministrativo presso l'Università di Messina, ma gli viene impedito di prendere servizio in quanto considerato antifascista. Ingrosso tentò di contestare le informazioni concernenti la sua condotta politica, rivolgendosi direttamente al Ministro della pubblica istruzione, Pietro Fedele, ma senza ottenere risultati. Durante gli anni successivi si occuperà, per vivere, di amministrazione condominiale e la sua produzione scientifica sarà indirizzata al diritto finanziario. 
Caduto il regime contribuisce alla ricostruzione del Partito Democratico del Lavoro e viene scelto dalle autorità militari alleate per ricoprire la carica di sindaco del capoluogo campano nell'aprile del 1944. Ingrosso, in quell'occasione, affermò: "La presente cerimonia eccede la portata di una normale investitura di poteri. Essa rappresenta la chiusura definitiva di una triste parentesi della vita delle istituzioni libere della nostra città. La democrazia entra sovrana in questa casa comune dei cittadini napoletani, o meglio, vi ritorna dopo venti anni di esilio". Trent'anni più tardi l'evento fu ricordato con l'apposizione di una targa nell'androne di Palazzo San Giacomo. Abbandonò la poltrona di primo cittadino nel settembre dello stesso anno, quando fu nominato presidente della Corte dei Conti. Fu anche consigliere di Amministrazione della Banca del Sud e presidente dell'Ente Autonomo Volturno. Successivamente fu eletto al Consiglio Provinciale e dal 1948 al 1952 fu consigliere di Amministrazione del Banco di Napoli. 
Nel 1945 fu reintegrato nei ruoli di docente universitario e divenne ordinario di contabilità di stato presso l'Università di Napoli. Continuò ad insegnare fino al 1952 e nel 1962 fu nominato professore emerito della Facoltà di giurisprudenza. 
Morì a Napoli il 10 marzo 1968.

## Biblioteca personale
Parte della sua biblioteca personale è stata donata dal figlio Giovanni, professore presso l'Università degli Studi di Salerno, al Centro bibliotecario dell'Ateneo salernitano ed è conservata presso la Biblioteca E.R. Caianiello. La donazione consta di circa 350 volumi, per lo più trattati giuridici e manualistica edita tra la fine dell'Ottocento e i primi decenni del Novecento.